# أنا كلندينينغ
أنّا كلندينينغ (بالإنجليزية: Anna Clendening)‏ هي مغنية وممثلة أمريكية وشخصية في الإنترنت. ولدت في 12 من مارس سنة 1993 في مستوطنة تشابل هيل، كارولاينا الشمالية، الولايات المتحدة، عُرفت في الأصل بأنها واحدة من أكثر الأشخاص متابعةً على خدمة تبادل الفيديو فاين، وكمتسابقة في الموسم التاسع من أمريكا غوت تالنت.

## روابط خارجية
- أنا كلندينينغ على موقع ميوزك برينز (الإنجليزية)
- أنا كلندينينغ على موقع أول ميوزيك (الإنجليزية)
- أنا كلندينينغ على موقع ديسكوغز (الإنجليزية)